# ヨーゼファ・レー

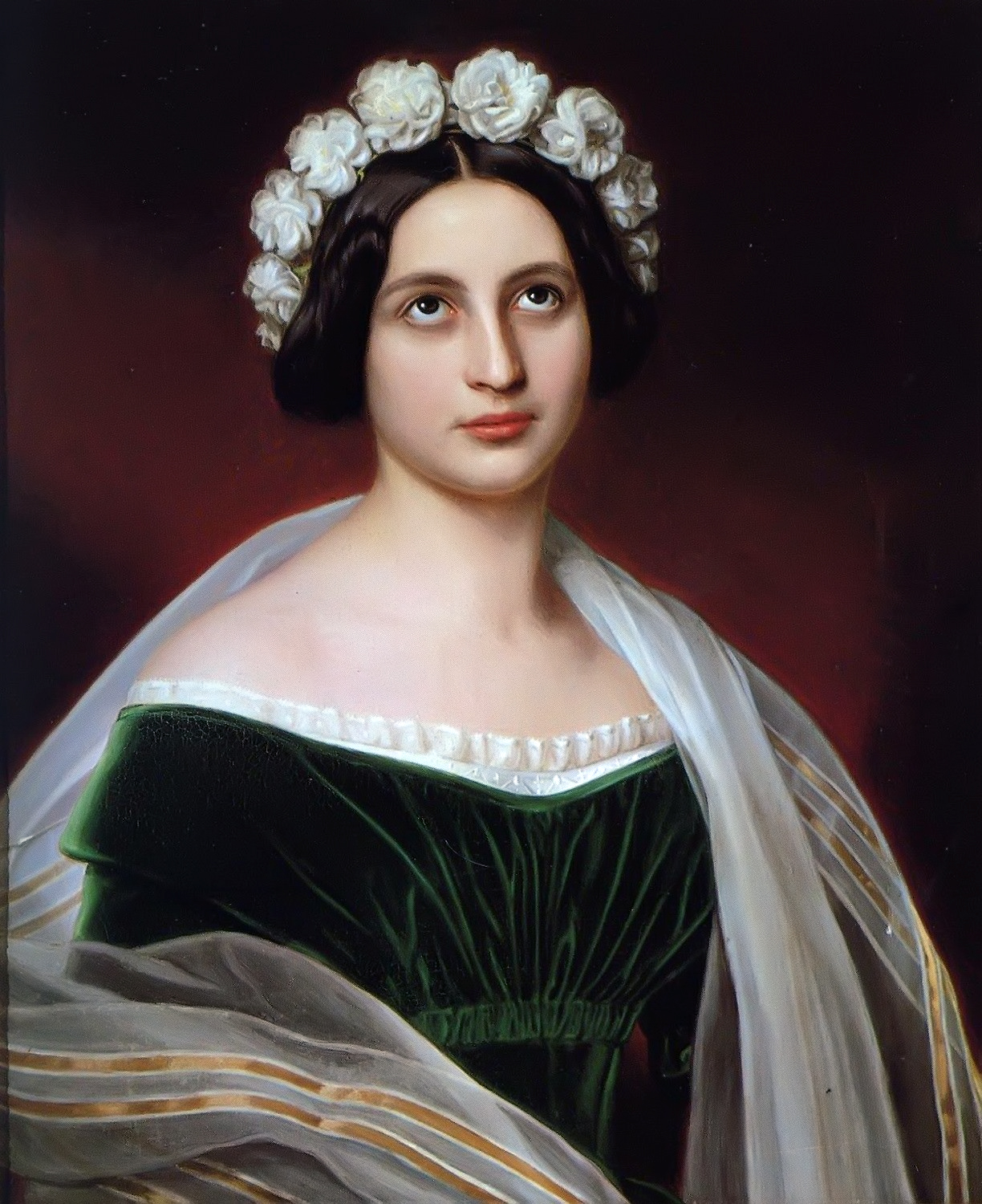
シュティーラーが描いたヨーゼファ・レー、1844年

ヨーゼファ・レー（Josepha Reh, 1825年2月17日 - 1881年11月28日）は、19世紀の南独バイエルン王国首都ミュンヘンの家事労働者の女性で、美貌で知られた。ニンフェンブルク宮殿内美人画ギャラリーにその肖像画が収められている。
ミュンヘンの上流家庭の従者を生業とするミヒャエル・レーの長女で、1840年15歳の時に、45歳の画家アントン・コンティの妻となる。ミュンヘン・レジデンツ（王宮）に程近いブリエンナー通りに住んでおり、彼女の美しさを聞き知ったバイエルン王ルートヴィヒ1世は、1844年宮廷画家ヨーゼフ・カール・シュティーラーに命じてヨーゼファの肖像画を制作させ、美人画ギャラリーに収蔵した。ヨーゼファは1845年コンティと離婚し、王の招きで1850年から1852年まで、ミュンヘン王宮で画布職人としてキャンバスの製作に従事した。1856年、ミュンヘン市内アウ地区の区役所職員アントン・シルスナーと再婚し、新しい夫との間に1子を得ている。

## 引用・脚注
1. ↑  Josepha Conti (1844). Abgerufen am 21. Februar 2020.

## ニンフェンブルク宮殿の「美人画ギャラリー」のモデル一覧
Auguste Strobl - マクシミリアーネ・ボルツァーガ - イザベラ・フォン・タウフキルヒェン＝エンゲルベルク - アマーリエ・フォン・レルヒェンフェルト - アントニエッタ・コルネリア・フェッターライン - Charlotte von Hagn - ナネッテ・カウラ - アンナ・ヒルマイヤー - レギーナ・ダクセンバーガー - ジェーン・ディグビー - Marianna Florenzi - アマーリア・フォン・シントリンク - ヘレーネ・ゼートルマイヤー - イレーネ・パラヴィチーニ - Caroline von Holnstein - クレセンティア・ブールガン - ジェーン・アースキン - Theresa Spence - マティルデ・フォン・ヨルダン - ヴィルヘルミーネ・ズルツァー - Luise von Neubeck - アントニア・ヴァリンガー - ロザーリエ・ユーリエ・フォン・ボナー - ゾフィー・フォン・バイエルン - エカテリニ・ボツァリ - カロリーネ・リツィウス - エリーゼ・リスト - マリー・フォン・プロイセン - Friederike von Gumppenberg - カロリーネ・ツー・エッティンゲン＝ヴァラーシュタイン - Emily Milbanke - ヨーゼファ・レー - アレクサンドラ・フォン・バイエルン - アウグステ・フェルディナンデ・フォン・エスターライヒ＝トスカーナ - ローラ・モンテス - マリア・ディーチュ - アンナ・フォン・グライナー - カーロッタ・フォン・ボース＝ヴァルデック